# Peperomia morungavana
Peperomia morungavana är en pepparväxtart som beskrevs av Truman George Yuncker. Peperomia morungavana ingår i släktet peperomior, och familjen pepparväxter. Inga underarter finns listade i Catalogue of Life.